# MT Melsungen
MT Melsungen (eller Melsunger Turngemeinde 1861 e.V) er en håndboldklub fra byen Melsungen i det nordlige Hessen i Tyskland. I sæsonen 2019/2020 spiller klubben i den tyske håndboldbundesliga. Klubben rykkede op i næstøverste række i 1992 og op i Bundesligaen i 2005. I 2006 nåede klubben semifinalen i den tyske pokalturnering. De spiller deres hjemmebane i Rothenbach-Halle i Kassel, hvor der er plads til omkring 4.300 tilskuere.

## Spillertruppen 2019-20
| Målvogtere - 01 Johan Sjöstrand - 16 Nebojša Simić Fløjspillere LW - 13 Yves Kunkel - 22 Michael Allendorf - 41 Fin Backs RW - 09 Tobias Reichmann - 11 Dimitri Ignatow Stregspillere - 03 Marino Marić - 17 Felix Danner | Bagspillere LB - 05 Julius Kühn - 06 Finn Lemke - 27 Roman Sidorowicz CB - 15 Lasse Mikkelsen - 21 Timm Schneider - 94 Domagoj Pavlović RB - 34 Kai Häfner - 55 Stefan Salger |